# إبراهيم الجزار

إبراهيم الجزار (ممثل)

إبراهيم الجزار ممثل مصرى  بدأ نشاطه الفنى في السينما المصرية في النصف الثاني من الثلاثينيات وأدى أدواراً مساعدة. رصيده السينمائي 7 أفلام  خلال 13 سنة منذ 1930.

## قائمة أفلامه
فيلم «زينب» للمخرج محمد كريم عام 1930
فيلم «وداد» للمخرج الألماني فريتز كرامب عام 1936
فيلم «كله إلا كده» للمخرج إدمون تويما عام 1936
فيلم «سلامة في خير» للمخرج نيازي مصطفى عام 1937 
فيلم «شيء من لا شيء» للمخرج أحمد بدرخان عام 1938
فيلم «الدكتور» للمخرج نيازي مصطفى عام 1939
فيلم «نداء القلب» للمخرج عمر جميعي عام 1943 

## وصلات خارجية
- إبراهيم الجزار على موقع الموجز
- إبراهيم الجزار على موقع السينما
- إبراهيم الجزار على موقع دهليز
- إبراهيم الجزار على موقع كاروهات